# هانا ناگاتا
هانا ناگاتا (انگلیسی: Hana Nagata؛ زادهٔ ۱۹ مهٔ ۲۰۰۰) بازیکن راگبی ۷ نفره اهل ژاپن است.